# Thebaïta-(NH₄)
La thebaïta-(NH₄) és un mineral de la classe dels minerals orgànics.

## Característiques
La thebaïta-(NH₄) és un mineral de fórmula química (NH₄)₃Al(C₂O₄)(PO₃OH)₂(H₂O). Va ser aprovada com a espècie vàlida per l'Associació Mineralògica Internacional l'any 2020, sent publicada en el mes de març de l'any següent. Cristal·litza en el sistema monoclínic.
L'exemplar que va servir per a determinar l'espècie, el que es coneix com a material tipus, es troba conservat a les col·leccions mineralògiques del Museu d'Història Natural del Comtat de Los Angeles, a Los Angeles (Califòrnia) amb el número de catàleg: 75082.

## Formació i jaciments
Va ser descoberta a la mina Rowley, situada a la localitat de Theba, dins el districte miner de Painted Rock, al comtat de Maricopa (Arizona, Estats Units). Aquesta mina estatunidenca és l'únic indret de tot el planeta on ha estat descrita aquesta espècie mineral.